# Битка проклетих
Битка проклетих (енгл. Battle of the Damned) амерички је научнофантастични акциони филм катастрофе из 2013. године, продуцента и режисера Кристофера Хатона. Главну улогу игра Долф Лундгрен.
Након избијања смртоносног вируса, приватни војник Макс Гатлинг (Лундгрен) предводи неколико преживелих и тим робота у борби против армије ментално и уопштено физички оболелих.
Лундгрен је за филм рекао следеће: „Овог пута сам притв вирусом инфицираних људских зомбија, ’Једача’ како их ми зовемо. Макс је послат у инфицирани, напуштени град да нађе ћерку богатог индустријалисте. Добија више [посла] него што је уговорио. ’Хтео бих да сам питао за више новца’, речима самог Макса. Срећом регрутујем неке опаке, одбегле роботе који ми помажу у бици.”

## Радња
Група најамника предвођених Максом Гатлингом бежи након неуспелог покушаја спасавања; унајмио их је богати индустријалиста да уђу у град преплављен зомбијима, како би спасли његову ћерку Џуд. На месту екстракције, Гатлинг говори другом преживелом колеги да ће он ипак остати да доврши мисију и пронађе Џуд. На крају је налази и говори јој да је ту да би је извукао из града; она га одводи до осталих преживелих. Ту се упознаје с вођом групе Дјуком, те Рисом, Елвисом, Лин и Аном. Џуд је у односу са Рисом и трудна је с његовим дететом. Следећег дана, када Гатлинг, Џуд и други изађу ради бензина са оближње пумпе, Гатлинг покуша да одведе Џуд из града насилу; она одбија да оде без осталих, а Макса зауставља Дјук, који га оставља свезаног за бандеру да умре. Након што је открио да је Џуд трудна, Рис бежи да пружи Гатлингу помоћ, а Џуд, Гатлинг и Рис потом откривају групу прототипних непрограмираних робота. Гатлинг их репрограмира и враћа се у базу. Када се открије да ће град да буде бомбардован, Гатлинг и сви преживели праве припреме за бекство.
На дан бекства, Гатлинг, Џуд и преживели, заједно са роботима, убијају много зомбија на путу ка излазу из града. Заузму одбрамбени положај на отпаду, али се Дјук одваја и закључава у просторији. Роботи се покваре и почну да нападају Гатлинга. Он уништава робота, а остале поправља. Гатлинг, Џуд, Рис и остатак екипе бежи са отпада у аутомобилу који гурају преостали роботи. Дјук је остао и зомбији га почињу јести. Гатлинг и остали потом долазе до паркинг-комплекса и одлазе на доње нивое да би задржали зомбије. Када они почну да преплављују паркинг, Гатлинг и остали улазе у борбу. Гатлинг открива да један робот још функционише и шаље га да пронађе Џуд.
Док је бомбардовање у току и приближава се комплексу, Гатлинг, Џуд и Рис скачу у делимично поплављен ниво комплекса да би се заштитили од ватре. Када бомбардовање престане, Џуд и Рис напуштају комплекс, а цео град је уништен. Састају се са Гатлингом, који Рису говори да његова мисија није била само да одведе Џуд него да и убије свакога ко би могао да ода шта се десило када се јавила пандемија. Међутим, знајући шта Џуд и Рис очекују, Гатлинг одлучује да остави Риса на животу и њих троје напуштају град, заједно с једним роботом, који је преживео и којег Гатлинг замоли да му набави кафу.

## Постава
| Глумац         | Улога               |
| -------------- | ------------------- |
| Долф Лундгрен  | бојник Макс Гатлинг |
| Мелани Занети  | Џуд                 |
| Мет Доран      | Рис                 |
| Дејвид Филд    | Дјук                |
| Џен Куо Сунг   | Елвис               |
| Лидија Лук     | Лин                 |
| Ода Марија     | Ана                 |
| Џеф Прујт      | Смајли              |
| Кери Вонг      | Дин                 |
| Естебан Куето  | Хернандез           |
| Бродас Матисон | Бродас              |
| Тимоти Купер   | робот (глас)        |

## Издавање
Филм је изашао 26. децембра 2013. у УК односно 18. фебруара 2014. у САД.

## Критички пријем
Битка проклетих је филм који је добио помешане критике. Питер Тарнер из Филморије дао му је две од пет звездица и назвао га „проклето разочаравајућим”, коментаришући да је „Лундгрен могао да пропусти премијеру и [да су] зомбији далеко бројно моћнији од робота али Битка проклетих ипак даје доста забаве и пуцњаве за свој ограничен буџет”. JoBlo.com дао је филму седам од 10 звездица и коментар: „Добро снимљен, акцијом упакован, с већином компетентне поставе (волио сам Мелани Занети), Битка проклетих је погодио тачку смешног задовољства! Сигурно је средња секција помало заглибила, ограничења буџета су се понекада показивала, камера која се тресе је понекад била иритантна а Ода Маријино остајање је била лакрдија (друге сврхе за ту улогу није било), али све у свему Лундгрен + зомбији + роботи + Мејхем = ПРОЛАЗНА! Само за љубитеље Б филма [оцена].” Менли муви дао је филму три од 10, коментаришући да је „Ово заправо јесте хорор програм, програм с мучењем чак, али не из разлога намере. А кажу да је најбоље мучење пролазак времена. Битка проклетих је потврда овога, то је најдужих 85 минута које сам доживео у ово време.” Бен Баси из Брутал ез хела написао је: „И док му тужно недостаје буџет да се правда заиста доведе до своје визије, није омануо у томе да нас доведе до пожељне поставе и гомиле ведрих догодовштина. Крајњи резултат неће вероватно да постане нечији омиљени филм, али је у питању довољно забавних 90 минута.” Патрик Бромли из ДВД вердикта написао је да су егзекуције онемогућиле оживљавање потенцијала једноставне премисе. Нав Катил из Инфлукс магазина рангирао га је као Ц+ и написао: „Дакле, остављајући многе грешке по страни, и даље је имао својих момената, и ултимативно је забавио, захваљујући доброј глуми; не тако лоша акција и болесни зомбији.” Брент Макнајт из Поп метерса оценио је филм са 3/10 и написао да га апсурдност одликује одређено време, али да нема ничега другог на шта би се пожалио. Нил Џон Бјукенан из Старберста оценио је филм са 8/10 и написао: „Заборавите Окружене мртвима, Битка проклетих враћа жанр његовим коренима основе хорора.”